# Владимов, Георгий Николаевич
Гео́ргий Никола́евич Влади́мов (при рождении Волосе́вич; 19 февраля 1931, Харьков — 19 октября 2003, Франкфурт-на-Майне) — русский писатель, сценарист и литературный критик реалистического направления, диссидент.

## Биография
Родился в семье учителей русского языка и литературы Николая Степановича Волосевича и Марии Оскаровны Зейфман (1902—1984), родители развелись в 1940 году; воспитывался матерью. Сестра Владимова по отцу — Елена Стонова (в семье — Алёна, в замужестве — Кричевская, родилась 14 апреля 1940 года) — после гибели родителей воспитывалась в семье писателя Дмитрия Стонова (Влодавского; 1898—1962). Мать на протяжении многих лет внештатно сотрудничала в пушкинской районной газете «Вперёд», где вела субботнюю рубрику «Кузьма Припаркин — репортёр».
В 1944 году, будучи воспитанником Суворовского училища НКВД в Кутаиси, начал использовать литературный псевдоним «Владимов» — в честь поэта Владимира Маяковского.
В 1953 году окончил юридический факультет Ленинградского университета. В 1954 году выступил как литературный критик, в 1956—1959 годах был редактором отдела прозы в журнале «Новый мир». В 1964 году принял участие в написании коллективного детективного романа «Смеётся тот, кто смеётся», опубликованного в газете «Неделя». В мае 1967 года обратился к съезду Союза писателей с открытым письмом, требуя свободы творчества и публичного обсуждения письма Солженицына против цензуры.
14 августа 1967 года официально сменил фамилию с Волосевич на Владимов «из-за бюрократических причин — никто не знал Волосевича, все знали Владимова». Его дочь Марина также официально поменяла свою фамилию на Владимова в конце 1990-х.
В 1975 году на Западе оказалась рукопись его повести «Верный Руслан», написанной в 1963—1965 годах. После исключения из Союза писателей СССР в 1977 году публиковался за рубежом, в изданиях НТС («Посев», «Грани»), руководил московской секцией организации «Международная амнистия». Под угрозой судебного процесса в 1983 году выехал в ФРГ. С 1984 по 1986 год был главным редактором журнала «Грани». Жил и работал в Нидернхаузене.
В период Перестройки, начиная с 1989 года, произведения Владимова стали появляться в советских изданиях. В 1990 году он был восстановлен в советском гражданстве, в 2000 году поселился в писательском посёлке Переделкино. С 1999 года — член комиссии по помилованию при президенте РФ.
В 2003 году был среди деятелей культуры и науки, призвавших российские власти остановить войну в Чечне и перейти к переговорному процессу.
В Москве жил на Малой Филёвской улице, д. 16, и на Тимирязевской улице, д. 16 .
Был женат вторым браком на Наталии Евгеньевне Кузнецовой (1937—1997) — литературном критике. Критические и публицистические статьи Наталии Кузнецовой публиковались в журналах «Русская мысль», «Панорама», «Грани» и «Континент». После её смерти Георгий Владимов обобщил её статьи и издал отдельной книгой .
В конце жизни крупный бизнесмен, поклонник его творчества Борис Гольдман издал собрание сочинений писателя  и помогал ему финансово. Он же обеспечил перевоз праха писателя на родину и похороны в Переделкине.
Скончался 19 октября 2003 года во Франкфурте-на-Майне (Германия) в возрасте 72 лет. Похоронен на Переделкинском кладбище.

## Семья
- Первая жена (1958—1965) — Лариса Теодоровна Исарова (урождённая Шварц; 1930—1992), писательница, литературовед[2].
  - Дочь — Марина Георгиевна Владимова (род. 7 сентября 1961, Москва), врач-психотерапевт, кандидат медицинских наук, доцент, с 2002 года проживает в Санкт-Петербурге[2][10]. Внучка — Екатерина (род. 2002)[2].
- Вторая жена (1965—1997) — Наталия Евгеньевна Кузнецова (26 мая 1937 года, Ленинград — 2 февраля 1997 года, Висбаден), окончила факультет журналистики МГУ в 1960 году, литературный критик[2].

## Творчество
Первые литературные опыты Владимова родились из тех же эстетических установок, что и «суровый стиль» в изобразительном искусстве того времени.
Проза Владимова высоко оценивается в критике и литературоведении. Значительность его художественного опыта связана с открытием трагического героя, драма судьбы которого вписана автором в советскую эпоху.
По мнению профессора Н. Лейдермана, «в литературе 1990-х не найти произведения, более последовательно и серьезно возрождающего русскую литературную традицию», чем роман Владимова «Генерал и его армия». С другой стороны, историческая достоверность романа была подвергнута резкой критике писателем, фронтовиком-контрразведчиком Владимиром Богомоловым.
В последние годы работал над автобиографическим романом «Долог путь до Типперэри», его анонсировало «Знамя», но закончить роман Владимов не успел. Смысл названия романа он объяснял так: «…названием стала очень популярная, ещё времён Первой мировой войны, когда англичане были нашими союзниками, солдатская песня. Когда-то мы с моим другом, тем самым, с которым ходили к Зощенко, два пятнадцатилетних оболтуса, выдумали страну, в которой всё было не так, как у нас, и написали утопический роман „Типперэри“. В общем, сегодня для меня Типперэри — это символ возвращения на родину, в Отечество».

### Важнейшие произведения
- 1961 — повесть «Большая руда». Водитель грузовика на небольшой машине стремится выполнять нормы мощных грузовиков, единственный из своей бригады он выезжает на работу в дождь и гибнет в результате аварии.
  - 1964 — По повести снят фильм «Большая руда».
- 1969 — роман «Три минуты молчания». Герой, переживая смертельную опасность и любовь, познаёт серьёзность жизни; неприкрытая в своей суровости картина быта рыболовецкого судна, где люди, работая как запряжённые, не имеют ни минуты для осознания самих себя.
  - 2023 — Вышел фильм «Снегирь» режиссера Бориса Хлебникова по мотивам романа[16].
- 1975 — повесть «Верный Руслан». О мировоззрении бывшей конвойной собаки, после ликвидации лагеря оказавшейся не способной к новой жизни.
  - 1991 — По повести снят фильм «Верный Руслан».
- 1994 — роман «Генерал и его армия». Генерал-лейтенант Кобрисов — командующий 38-й армией Первого Украинского фронта спешит осенью 1943 года на «виллисе» в Москву — в Ставку Верховного главнокомандования. Перемежаются воспоминания о войне самого генерала и его спутников — водителя, адъютанта и ординарца. В центре внимания оказывается вопрос о мотивах и психологии сотрудников «Смерша», которые побуждают спутников генерала доносить на него. Отдельные главы романа посвящены советскому генералу Власову (до его перехода на сторону немцев) и его роли в битве за Москву в декабре 1941 года, и немецкому генералу Гудериану, находившемуся в декабре 1941 года под Тулой. Значительное место в романе уделяется событиям вывода генералом Кобрисовым из окружения в 1941 году нескольких армий и его переживаниям о том, что ему предстоит воевать с власовцами — солдатами-предателями, перешедшими на сторону врага. Прототипом главного героя романа — генерала Кобрисова — послужил генерал-полковник Н. Е. Чибисов (1892—1959), с которым Владимов встречался, имея в виду литературно обработать его воспоминания, но книга в то время не вышла, видимо, из-за смерти генерала[источник не указан 1710 дней]. В 1995 году роман, породивший полемику в «толстых журналах»[14][17][18][19][20][21][22], получил премию «Русский Букер»; в 2001 году роман признан лучшим букеровским романом десятилетия[23].

### Статьи
- Георгий Владимов. Прощай, оружие? // Знамя. — 2000. — № 5. — С. 6—9.

## Премии
- 1995 — Русский Букер, «Генерал и его армия»[24]
- 2001 — Русский Букер десятилетия, «Генерал и его армия»[23]